# (33398) 1999 CQ58
1999 CQ58 (asteroide 33398) é um asteroide da cintura principal. Possui uma excentricidade de 0.17026860 e uma inclinação de 18.55876º.
Este asteroide foi descoberto no dia 10 de fevereiro de 1999 por LINEAR em Socorro.